# Limnocythere
Limnocythere is een geslacht van kreeftachtigen uit de klasse van de Ostracoda (mosselkreeftjes).

## Soorten
- Limnocythere cusminskyae Ramón-Mercau, Plastani & Laprida, 2014
- Limnocythere floridensis Keyser, 1975
- Limnocythere friabilis Benson & MacDonald, 1963
- Limnocythere inopinata (Baird, 1843)
- Limnocythere ornata Furtos, 1933
- Limnocythere reticulata Sharpe, 1897
- Limnocythere sanctipatricii Brady & Robertson, 1869
- Limnocythere staplini Gutentag & Benson, 1963